# St. Engelbert (Hattingen-Niederbonsfeld)

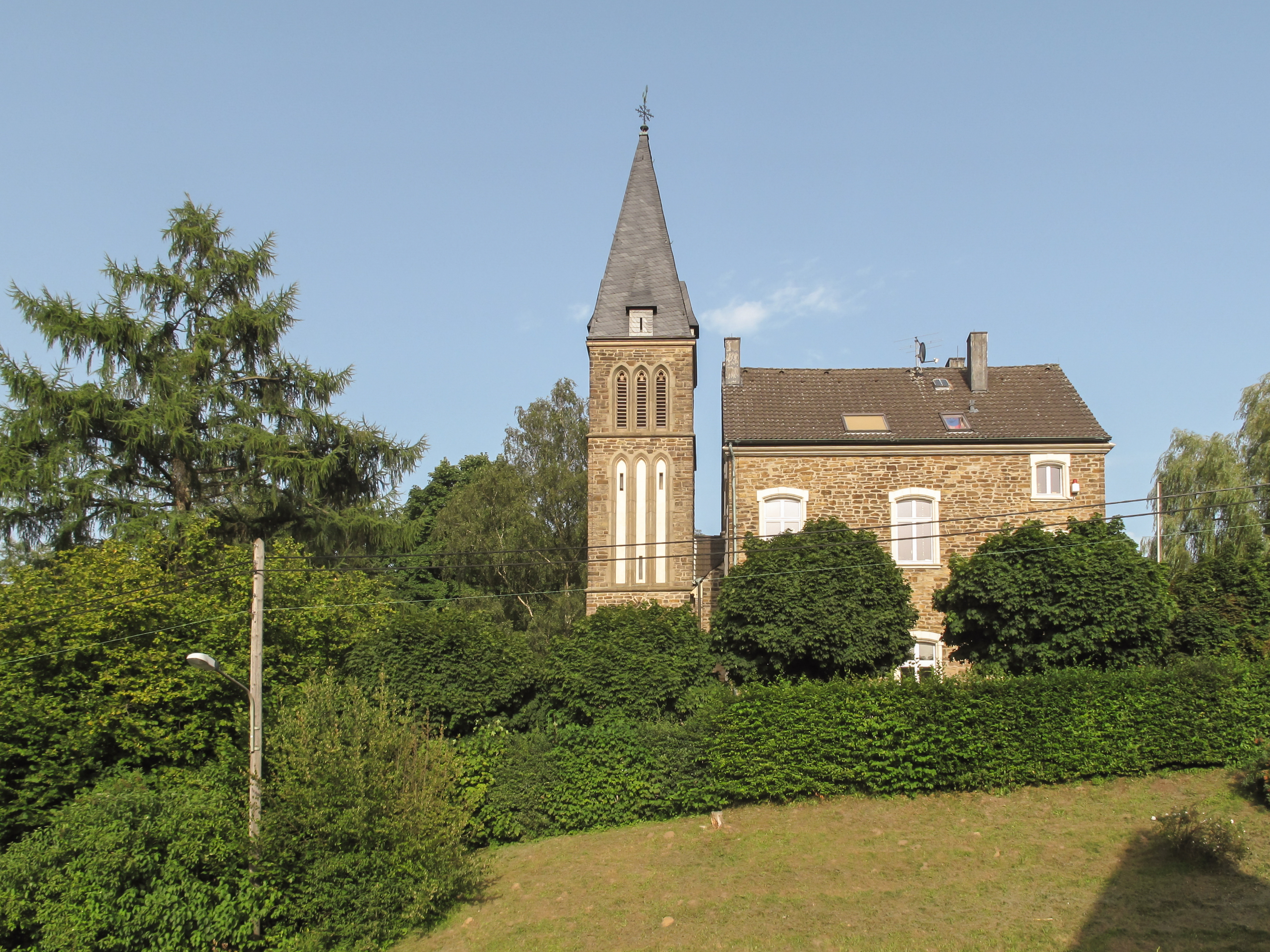
St. Engelbert Hattingen-Niederbonsfeld

Die Kirche St. Engelbert war bis 2024 ein römisch-katholisches Kirchengebäude in Hattingen-Niederbonsfeld. Es wurde von 1899 bis 1900 aus Ruhrsandstein erbaut.

## Geschichte
Das ursprünglich als Notkirche errichtete Gotteshaus befindet sich am Kressenberg und liegt im Deilbachtal. Den Innenraum prägt das unverkleidete Sprengwerk des hölzernen Dachstuhls. Der Turm wurde im Jahre 1909 erbaut.
Am 1. August 1899 begann der Bau des Pfarrhauses. Die Grundsteinlegung der Kirche erfolgte am 25. März 1900, am 28. Oktober 1900 folgte die Benediktion und am 7. November 1900 wurde das Kirchengebäude schließlich konsekriert. Der Glockenturm bekam im Mai 1931 die ersten zwei Glocken, 1939 kam eine weitere hinzu. Die Orgel ist mit ungefähr 700 Pfeifen auf 12 Registern ausgestattet. Im Zuge der letzten großen Renovierung von 1998 bis 1999 wurden drei bleiverglasten Chorraumfenster fachgerecht überarbeitet.
Am 18. November 1985 ist das Gotteshaus unter Denkmalschutz gestellt worden.
St. Engelbert wurde am 30. Juni 2024 profaniert und als Kirchenraum aufgegeben.

## Glocken
| Nr. | Durchmesser (mm) | Masse (kg, ca.) | Schlagton (HT-1⁄16) | Gießer                                | Gussjahr |
| --- | ---------------- | --------------- | ------------------- | ------------------------------------- | -------- |
| 1   | 967              | 547             | gis′-6              | Glockengießerei Monasterium Eijsbouts | 1965     |
| 2   | 806              | 308             | h′-4                | Glockengießerei Monasterium Eijsbouts | 1965     |
| 3   | 735              | 240             | cis″-6              | –                                     | 1931     |
| 4   | 591              | 120             | e″-5                | Glockengießerei Monasterium Eijsbouts | 1966     |